# Balbinus
Decimus Caelius Calvinus Balbinus (178 – červen 238) byl římský císař vládnoucí spolu s Pupienem asi od března do června roku 238, podle některých údajů 99 dní. Balbinus byl senátní císař, který se dostal k moci v důsledku konfrontace mezi senátem a císařem Maximinem Thrákem z počátku roku 238.

## Původ a kariéra
Caelius Balbinus pocházel z urozené a bohaté rodiny. Podle Historie Augusty byl vysoké urostlé postavy, holdoval jídlu, pití a ženám – údaje, které z větší části nelze s pomocí jiných pramenů ověřit. Ve státních službách prošel jako správce řadou provincií, nápisově je doložena jeho činnost ve funkci prokonsula Asie. Svůj řádný konzulát zastával v roce 213.

## Proklamace za císaře
Císařem zvolil Balbina v březnu 238 senát, nacházející se v konfliktu s dosavadním panovníkem Maximinem Thrákem, a jako spoluvládce mu určil senátora Clodia Pupiena. Lid však s tímto krokem příliš spokojen nebyl – obával se totiž Pupienovy přísnosti, kterou prokázal ve funkci městského prefekta. Oba císaře dokonce odmítl nechat vyjít z radnice a požadoval, aby byl na trůn uveden někdo z potomstva předchozícho rebela proti Maximinovi, Gordiana I., jehož vzpoura byla v lednu poražena v Africe. Teprve poté, co byl na Kapitol přiveden třináctiletý Gordianův vnuk téhož jména a prohlášen caesarem, napětí v Římě utichlo.

## Vláda
Pravděpodobně v dubnu 238 vpadl s vojskem do severní Itálie Maximinus, který se dosud zdržoval v Panonii, a tehdy bylo rozhodnuto, že neoblíbený Pupienus vytáhne proti němu do boje, zatímco Balbinus zůstane v Římě.
Balbinova pozice rozhodně nebyla jednoduchá. Maximinus zanechal ve městě četné vysloužilce, kteří jednoho dne přišli do radnice a chtěli se zúčastnit zasedání senátu. Několik senátorů v čele s Gallikanem je přitom bezdůvodně napadlo a tři z nich zabilo. Proti vojákům se záhy vzbouřilo celé město a pustilo se do obléhání jejich tábora. Veškeré pokusy jej dobýt však skončily neúspěšně a navečer se začali lidé rozcházet. Toho využili vojáci, napadli neuspořádaný dav a mnoho lidí pobili. Pak se opět stáhli za brány tábora. Nato senát nařídil odvod nových vojáků a znovu se pustil do obléhání. Balbinus se snažil obě strany usmířit, ale marně. Protože senátu bylo jasné, že tábora se silou nezmocní, rozhodl se přerušit vojákům zásobování vodou. Zoufalí vysloužilci se nato usnesli provést výpad. Lid se dal na útěk a vojáci jej pronásledovali hluboko do města. Tam na ně lidé zaútočili ze střech a shazovali na ně tašky a kameny. Vojáci začali zapalovat domy a velká část města lehla popelem.
Mezitím došly zprávy, že Maximinus byl při obléhání Aquileje zabit vlastními vojáky, a brzy se vrátil i Pupienus a byl pozdraven jako triumfátor. Třebaže dějepisci píší, že společná vláda obou císařů se vyznačovala umírněností a u lidu si získali velkou úctu, vojáci těžce nesli, že musejí poslouchat císaře jmenované senátem, a rovněž jim byla trnem v oku Pupienova germánská osobní stráž. Zosnovali tedy proti novým vládcům revoltu. Jejímu úspěchu napomohl i fakt, že vztahy mezi oběma císaři byli dosti napjaté a každý se snažil strhnout svrchovanou moc na sebe.
Asi v červnu 238, jen dva měsíce po Maximinově smrti, vtrhli nespokojení pretoriáni do paláce na Palatinu s úmyslem císaře zabít. Pupienus chtěl povolat na pomoc svou germánskou stráž, avšak Balbinus se proti tomu postavil, protože se domníval, že ji nechce použít k obraně, nýbrž proti němu. Zatímco se takto dohadovali, vpadli vojáci do jejich komnat a vyvlekli je nahé na ulici, kde je všemožně uráželi a týrali. Jakmile se o tom dozvěděli Pupienovi Germáni, vyrazili oběma na pomoc. Přišli však pozdě, protože pretoriáni zatím oba zabili a novým císařem provolali mladého Gordiana III.